# Rhynchopalpus subfuscataria
Rhynchopalpus subfuscataria är en fjärilsart som beskrevs av Inoue 1998. Rhynchopalpus subfuscataria ingår i släktet Rhynchopalpus och familjen trågspinnare. Inga underarter finns listade.